# Daniel Hugh Kelly
Daniel Hugh Kelly (ur. 10 sierpnia 1952 w Elizabeth) – amerykański aktor filmowy, telewizyjny i teatralny. Występował w roli Marka „Skida” McCormicka w serialu Hardcastle i McCormick.

## Filmografia

### Filmy
- 1983: Cujo
- 1987: Osaczona (Someone to Watch Over Me)
- 1993: Synalek (The Good Son)
- 1998: Star Trek: Rebelia (Star Trek: Insurrection)
- 1999: Stopień ryzyka (Chill Factor)
- 2000: Krąg wtajemniczonych (The In Crowd)

### Seriale
- 1975–1989: Ryan’s Hope
- 1983–1986: Hardcastle i McCormick
- 2001–2002: Ponderosa